# ぽむ
ぽむは、日本の漫画家、イラストレーター、キャラクターデザイナー。兵庫県出身。作品に『先輩はおとこのこ』がある。また、「ジャージ君」「ジャージちゃん」「くるみちゃん。」などのLINEスタンプでも知られている。

## 来歴
大学在学中から合同会社ジョイネットにイラストレーターとして所属し、数多くのLINEスタンプを制作する。漫画は会社の業務の一環として描いている。
- 2017年8月、ジャパンネット銀行（現：PayPay銀行）の「PRマスコットキャラクターイラストコンテスト」で最優秀賞を受賞[6][7]。
- 2017年9月、『まんがタイムきららMAX』同年11月号に掲載された『しのびます!』で初めて漫画を手掛ける[4][6]。
- 2017年10月、グッドスマイルカンパニー主催の「初音ミク10周年記念フィギュア企画初音ミクイラストコンテスト」で大賞を受賞[6][8]。このことで「自分の絵でやっていけるんじゃないかという自信」が持てたと語っている[4]。
- 2019年9月、LINEマンガインディーズに『メンヘラ少女くるみちゃん。』を投稿する[6]。
- 2019年12月、LINEマンガインディーズで『先輩はおとこのこ』のトライアル連載を開始し、その後16週間で本連載となる[9]。縦長漫画、カラー漫画としては初めての作品である[10]。
- 2021年3月、『先輩はおとこのこ』が第4回「アニメ化してほしいマンガランキング」で第3位を受賞[11]
- 2021年7月、『先輩はおとこのこ』が「LINEマンガ2021上半期ランキング（女性編）」で第6位を受賞[12]。
- 2021年8月、『先輩はおとこのこ』が「次にくるマンガ大賞2021」Webマンガ部門で第3位を受賞[13]。
- 2021年12月、『先輩はおとこのこ』が「LINEマンガ 2021年間ランキング（女性編）」で第3位を受賞[14]。『先輩はおとこのこ』が完結[15]。
- 2022年3月、『先輩はおとこのこ』が第5回「アニメ化してほしいマンガランキング」で第1位を受賞[16]。
- 2022年4月、GReeeeNの楽曲「自分革命」を元に描きおろした同名の漫画をLINEマンガで公開する[17]。
- 2022年12月、LINEマンガで『ノアは方舟』の連載を開始[18]。
- 2023年3月、『先輩はおとこのこ』のテレビアニメ化が発表される[19]。
- 2023年4月、『先輩はおとこのこ』が「LINEマンガ 10周年スペシャルランキング 連載編 いいね数部門」で第9位を受賞[20]。
- 2023年12月、『先輩はおとこのこ』を本編の前日譚を描く『先輩はおとこのこ　出会い編』として連載再開[21]。
- 2024年7月、『先輩はおとこのこ』がアニメ化[22]。9月まで放送。
- 2025年2月、『先輩はおとこのこ』が映画化。
- 2025年4月、『先輩はおとこのこ　出会い編』が完結。

## 人物
山本彩の大ファンであることを公言しており、「さや姉」と呼んでいる。

## 受賞歴
- 2021年 - 「LINEマンガ 2021上半期ランキング（女性編）」6位（『先輩はおとこのこ』）[12]
- 2021年 - 「LINEマンガ 2021年間ランキング（女性編）」3位（『先輩はおとこのこ』）[14]
- 2021年 - 「次にくるマンガ大賞2021」Webマンガ部門3位（『先輩はおとこのこ』）[13]
- 2021年 - 第4回「アニメ化してほしいマンガランキング」3位（『先輩はおとこのこ』）[11]
- 2022年 - 第5回「アニメ化してほしいマンガランキング」1位（『先輩はおとこのこ』）[16]
- 2023年 - 「LINEマンガ 10周年スペシャルランキング 連載編 いいね数部門」9位（『先輩はおとこのこ』）[20]。

## 作品リスト
- しのびます!（『まんがタイムきららMAX』2017年11月号 - 12月号）[4][24][25]
- 『先輩はおとこのこ』 一迅社、全10巻（『LINEマンガ』2019年12月7日[10] - 2021年12月30日[9]） - テレビアニメが2024年7月から9月まで放送。2025年2月に劇場アニメが公開。
  - 先輩はおとこのこ 出会い編（『LINEマンガ』2023年12月21日 - 2025年4月17日）
- 自分革命（『LINEマンガ』2022年4月28日 - 5月7日） - GReeeeNの同名の楽曲を元に描きおろした漫画[17]。同曲のMVにも使用された[2]。
- ノアは方舟（『LINEマンガ』2022年12月8日[18] - 2023年8月24日）